# Plectreurys zacateca
Plectreurys zacateca är en spindelart som beskrevs av Willis J. Gertsch 1958. Plectreurys zacateca ingår i släktet Plectreurys och familjen Plectreuridae. Inga underarter finns listade i Catalogue of Life.